# Outsider (альбом Uriah Heep)
Outsider — двадцять четвертий студійний альбом британського рок-гурту Uriah Heep. Він вийшов у Європі в червні 2014 року на лейблі Frontiers Records.

## Список композицій
Усі пісні написані Міком Боксом та Філом Лансоном, окрім зазначених.
1. «Speed of Sound»
2. «One Minute»
3. «The Law»
4. «The Outsider» (Мік Бокс/Філ Лансон/П. С. Лансон)
5. «Rock the Foundation»
6. «Is Anybody Gonna Help Me?»
7. «Looking at You»
8. «Can't Take That Away»
9. «Jessie»
10. «Kiss the Rainbow»
11. «Say Goodbye»
12. «One Minute (60 Seconds)» (японський бонус-трек)
13. «Between Two Worlds» (Live) (японський бонус-трек)

## Учасники запису
- Берні Шоу — вокал
- Мік Бокс — гітара
- Філ Ланзон — клавішні
- Рассел Гілбрук — ударні
- Дейв Ріммер — бас-гітара